# Stubbenloch
Das Stubbenloch ist ein kleiner Waldsee südlich der von Eisenhüttenstadt nach Friedland führenden L 43 im Naturpark Schlaubetal. Er liegt zwischen Groß Muckrow im Westen und Treppeln im Osten.
Ursprünglich war dieser kleine See der durch Anstau entstandene oberste Mühlenteich, auch Kleiner Wirchensee genannt. 
Zwischen ihm und den eigentlichen Wirchensee befindet sich der Kleine Horst, er wird westlich von der Schlaube begrenzt. Auf dem kleinen Horst befindet sich ein Hotel. 
Wenige hundert Meter südlich liegt der Große Horst. Er ragt über 200 m in den See hinein. 
Das Stubbenloch ist von dichten Stellen Weißer Seerosen bewachsen, im Uferbereich mit zum Teil als Schwingkante entwickelten Röhricht. Am Ufer finden sich Weidengebüsche und Erlenbrüchen. Der See zeigt starke Verlandungserscheinungen, durch einen hohen Nährstoffreichtum wachsen große Bestände an Hornblatt, Wasser-Schwaden und im Uferbereich reichlich Wasserlinsen.
Vom Großen Horst aus hat man einen guten Beobachtungspunkt, es zeigen sich Graureiher, Schwarzer und Roter Milan, Baumfalke und Fischadler. Am Wirchensee lassen sich auch Haubentaucher, Schellente,  Reiher-, Tafel- und Krickente beobachten. In den umliegenden Wäldern kann man auf Informationspfaden entlang wandern und Schwarzspecht, Hohltaube oder Kolkraben beobachten. In der Umgebung des Gewässers ist seit den 1970er Jahren der Marderhund anzutreffen.